# Подроє
Подроє (словен. Podroje) — поселення в общині Шмартно-при-Літії, Осреднєсловенський регіон, Словенія. 
Висота над рівнем моря: 335,4 м.